# Max Wulff

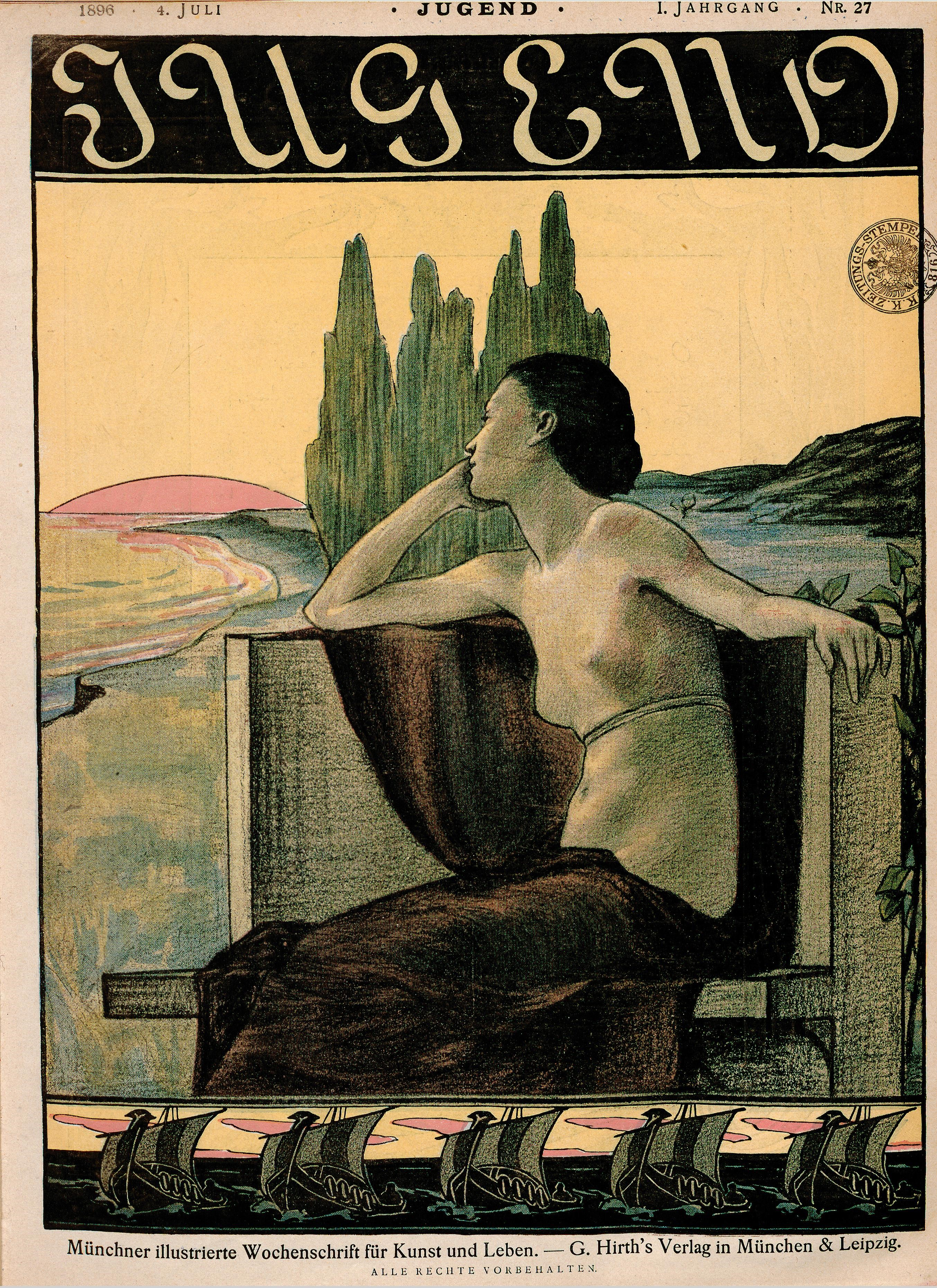
Umschlag für die Zeitschrift Jugend (1896)

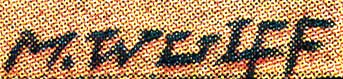
Monogramm auf dem Frontispiz zu Elisabeth Baucks Erzählung Klein Evchen, um 1910

Max Wulff (* 15. Dezember 1871 in Berlin; † 1947) war ein deutscher Maler, Grafiker und Illustrator.

## Leben
Wulff studierte an der Universität der Künste Berlin sowie von 1895 bis 1898 in München und in der Kolonie Dachau. Er illustrierte zahlreiche Märchen-, Kinder- und Jugendbücher, darunter die Werke von Autoren wie Karl May, James Fenimore Cooper, Frederick Marryat, Jules Verne, Sophie Wörishöffer, Ottilie Wildermuth, Marie von Felseneck, Else Ury und Johanna Spyri. Er war insbesondere für die Verlage A. Weichert und Meidinger in Berlin tätig.
Wulff fertigte auch ein Ölporträt des greisen Arthur Schopenhauer nach der Fotografie von Johann Schäfer aus dem Jahre 1859 sowie Bildnisse Ludwig van Beethovens.

## Werke (Auswahl)
- Jonathan Swift: Gullivers Reisen, nach dem englischen des Jonathan Swift für die jugend bearbeitet. Mit Illustrationen in Farbendruck nach Originalen von Max Wulff. Globus Verlag, Berlin 1906.
- M. von Witzleben: Griechische Geschichte. Einbandgestaltung und mit 5 Illustrationen nach Originalen von Max Wulff. Meidinger, Berlin, 1908.
- Elisabeth Bauck: Klein Evchen. A. Weichert Verlag, Berlin circa 1910 (Buchdeckel und vier ganzseitige, farbige Illustrationen vor und im Text).
- Rudolf Reichhardt (Hrsg.): Gustav Schwab: Die schönsten Sagen des klassischen Altertums. Nach Gustav Schwab, mit 5 Illustrationen nach Originalen von Max Wulff. Meidinger, Berlin 1912.
- Karl Simrock: Nibelungensage und Gudrun. Für die Jugend bearbeitet von Karl Treumund. Mit Bildern von Max Wulff. Meidinger’s Jugendschriften Verlag, Berlin 1915 (archive.org).